# Saône (Doubs)
Saône (Aussprache [son]) ist eine französische Gemeinde mit 3142 Einwohnern (Stand: 1. Januar 2022) im Département Doubs in der Region Bourgogne-Franche-Comté.  Sie gehört zum Arrondissement Besançon und ist Mitglied im Gemeindeverband Grand Besançon Métropole. Die Bewohner werden Saônois und Saônoises genannt.
Die Gemeinde erhielt 2024 die Auszeichnung „Eine Blume“, die vom Conseil national des villes et villages fleuris (CNVVF) im Rahmen des jährlichen Wettbewerbs der blumengeschmückten Städte und Dörfer verliehen wird.

## Geographie
Saône liegt auf 397 m, etwa sieben Kilometer ostsüdöstlich der Stadt Besançon (Luftlinie). Das Dorf erstreckt sich im westlichen Jura, auf dem sogenannten ersten Plateau am östlichen Rand des Sumpfgebietes Marais de Saône, zwischen den Höhen der Jura-Randkette im Norden und des Grand Mont im Süden.
Die Fläche des 20,55 km² großen Gemeindegebiets umfasst einen Abschnitt des westlichen französischen Juras. Der Hauptteil des Gebietes wird vom breiten ersten Juraplateau eingenommen, das durchschnittlich auf 400 m liegt. Es bildet ein weites Becken ohne oberirdischen Abfluss. Diese Senke ist vorwiegend von Wies- und Ackerland, teils auch von Wald bestanden. Im Westen hat Saône Anteil am Marais de Saône, das durch mehrere Quellen gespeist wird. Entwässert wird das Moorgebiet über das Schluckloch des Creux sous Roche am südwestlichen Ortsrand. Nach langanhaltenden Niederschlägen oder Schneeschmelze vermag der Creux sous Roche nicht genügend Wasser abzuleiten, so dass sich im Marais de Saône jeweils ein See bildet.
Nach Norden erstreckt sich das Gemeindeareal bis an den Fuß der Jura-Randkette unterhalb der Höhe von Montfaucon, die südlich an das Doubstal anschließt. Im Süden steigt das Plateau im Waldgebiet Le Grand Frêne leicht an. Mit 495 m wird am südlichen Gemeinderand die höchste Erhebung von Saône erreicht.
Zu Saône gehören neben dem eigentlichen Ort auch verschiedene weitere Siedlungen, Weiler und Einzelhöfe, darunter:
- Petit Saône (398 m) am südwestlichen Ortsrand
- Grange Fauconnière (417 m) auf dem Plateau südlich des Waldes von Grand Frêne

Nachbargemeinden von Saône sind Montfaucon und Gennes im Norden, La Chevillotte im Osten, Mamirolle im Südosten, Tarcenay-Foucherans im Süden sowie La Vèze und Morre im Westen.

## Geschichte
Erstmals urkundlich erwähnt wird Saône im Jahr 1130 unter dem Namen Sauna. Im Lauf der Zeit wandelte sich die Schreibweise über Sône (1249) und Sosne zum heutigen Saône. Wahrscheinlich ist der Name keltischen Ursprungs und geht auf die Wortstämme sag- (heilig) und onna (Wasser) zurück. Im Mittelalter gehörte Saône zur Herrschaft Montfaucon. Zusammen mit der Franche-Comté gelangte es mit dem Frieden von Nimwegen 1678 an Frankreich.

## Sehenswürdigkeiten

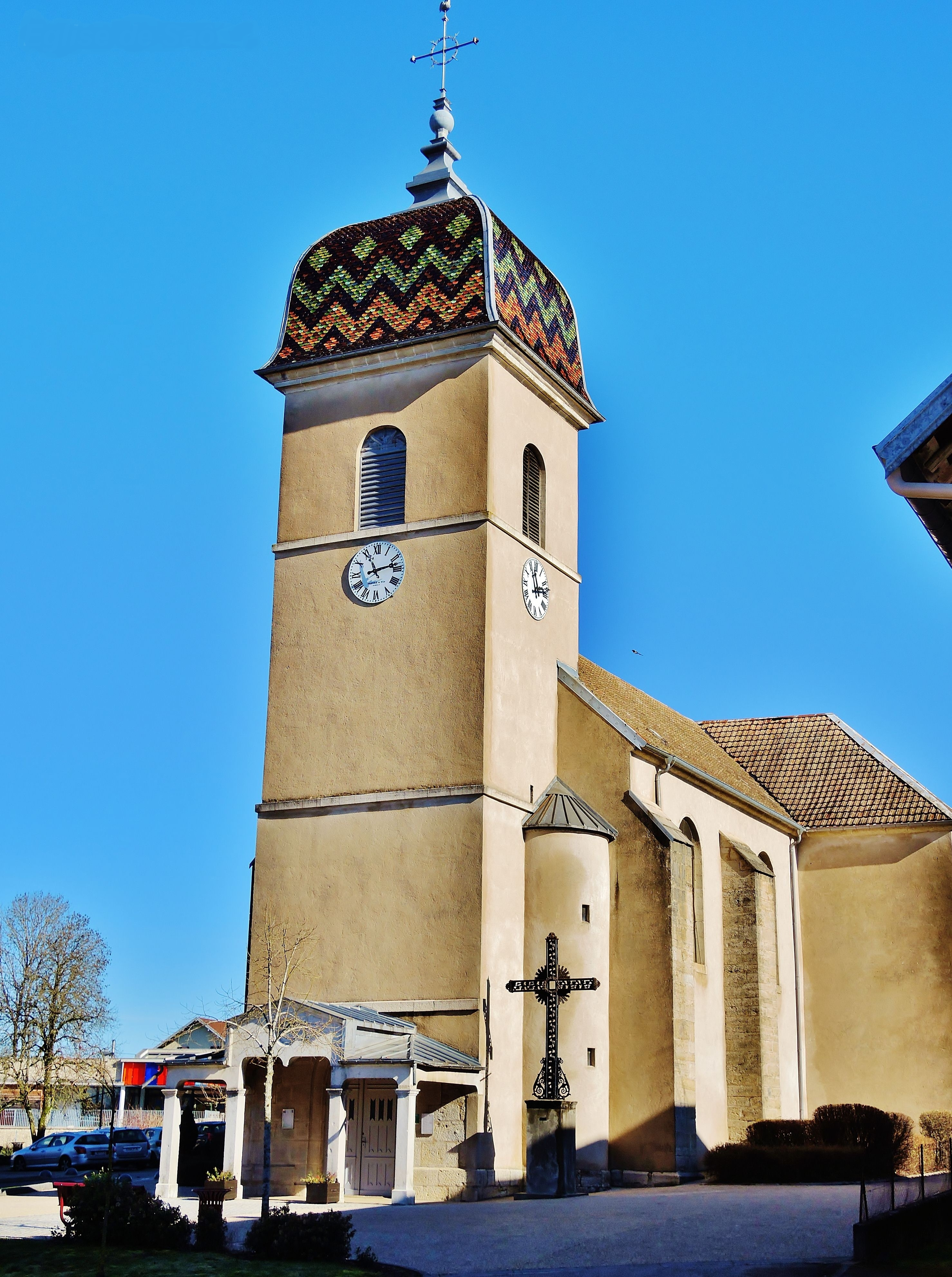
Kirche Saint-Victor

Die Dorfkirche Saint-Victor in Saône wurde 1779 fertiggestellt; während das Pfarrhaus aus der Zeit um 1700 stammt. Im Ortskern sind verschiedene Bauernhäuser im charakteristischen Stil der Franche-Comté aus dem 17. bis 19. Jahrhundert erhalten.

## Bevölkerung
Mit 3142 Einwohnern (Stand 1. Januar 2022) gehört Saône zu den mittelgroßen Gemeinden des Départements Doubs. Nachdem die Einwohnerzahl in der ersten Hälfte des 20. Jahrhunderts stets im Bereich von rund 570 Personen gelegen hatte, wurde seit Beginn der 1950er Jahre ein markantes Bevölkerungswachstum verzeichnet. Seither hat sich die Einwohnerzahl mehr als verfünffacht. Außerhalb des alten Ortskerns wurden zahlreiche neue Ein- und Mehrfamilienhäuser gebaut.
| Jahr                       | 1962 | 1968 | 1975 | 1982 | 1990 | 1999 | 2009 | 2016 |
| -------------------------- | ---- | ---- | ---- | ---- | ---- | ---- | ---- | ---- |
| Einwohner                  | 942  | 1341 | 1943 | 2200 | 2412 | 2728 | 3225 | 3361 |
| Quellen: Cassini und INSEE |      |      |      |      |      |      |      |      |

## Wirtschaft und Infrastruktur
Saône war bis weit ins 20. Jahrhundert hinein ein vorwiegend durch die Landwirtschaft (Ackerbau, Obstbau und Viehzucht) und die Forstwirtschaft geprägtes Dorf. Seit den 1970er Jahren haben sich am Ortsrand und an der verkehrsgünstigen Lage beim Bahnhof und am Anschluss der Hauptstraße N57 Industrie- und Gewerbezonen entwickelt. Hier haben sich verschiedene Betriebe der Branchen Kunststoffverarbeitung, Bau- und Transportgewerbe, Holzverarbeitung, mechanische Werkstätten und Dienstleistungsbetriebe niedergelassen. Mittlerweile hat sich das Dorf auch zu einer Wohngemeinde gewandelt. Viele Erwerbstätige sind Wegpendler, die in der nahen Agglomeration Besançon ihrer Arbeit nachgehen. Saône ist Standort eines Collège.
Die Ortschaft ist verkehrstechnisch gut erschlossen. Sie liegt nahe der hier vierspurig ausgebauten Hauptstraße N57, die von Besançon nach Pontarlier führt. Weitere Straßenverbindungen bestehen mit Montfaucon, Ornans, Mamirolle und Naisey. Saône besitzt einen Bahnhof an der Eisenbahnlinie von Besançon nach Le Locle. Größtenteils auf dem Gemeindegebiet von Saône, aber näher bei der Ortschaft La Vèze, befindet sich der Flugplatz von Besançon-La Vèze.

## Gemeindepartnerschaften
Saône ist seit 1971 partnerschaftlich verbunden mit der deutschen Gemeinde Heckendalheim im Saarland und seit 1995 mit der italienischen Gemeinde Piteglio in der Toskana.

## Persönlichkeiten
Robert Simon (1913–2000) war Pfarrer in Saône, der durch die Veranstaltung von Turmsprüngen Geld für Vorhaben in seiner Gemeinde erwirtschaftete.